# Tommaso Dotti
Tommaso Dotti (Milano, 11 luglio 1993) è un pattinatore di short track italiano.

## Biografia
È cresciuto sportivamente nell'Agorà Skating Team di Milano. 
Ha esordito in nazionale nel 2010 ai campionati mondiali a squadre di Bormio 2010.
Il 14 novembre 2011 è stato arruolato nella Polizia di Stato ed ha iniziato a competere per il Gruppo Sportivo Fiamme Oro.
Ha rappresentato l'Italia ai Giochi olimpici invernali di Soči 2014, di Pyeongchang 2018 e di Pechino 2022; in quest'ultima occasione ha vinto la medaglia di bronzo nella staffetta 5000 m con Pietro Sighel, Yuri Confortola e Andrea Cassinelli.
Ai mondiali di Dordrecht 2021 ha ottenuto la medaglia di bronzo nella staffetta 5000 metri, gareggiando con i connazionali Yuri Confortola, Luca Spechenhauser e Pietro Sighel. Due anni dopo, invece, conquista la medaglia d'argento nella stessa gara ai mondiali di Seul.

## Record
- RECORD NAZIONALE Junior 1500 MT -  2:15.636 (BORMIO 30.01.2010 Coppa Italia)
- RECORD NAZIONALE Junior 500 MT -  42.167 (BORMIO 12/11/11)
- RECORD NAZIONALE Senior Relay Staffetta 5.000 MT-   6:36.827 (ISU European Short Track Championships 2018 - Dresden (GER) con CASSINELLI Andrea, RODIGARI Nicola e CONFORTOLA Yuri)

## Controversie
È stato accusato dalla campionessa olimpica italiana Arianna Fontana di sabotarla negli allenamenti cercando ripetutamente di farla cadere.
Il 5 Marzo 2024 è stato assolto in primo grado dal Tribunale Federale, secondo i giudici non ha tenuto un comportamento tale da dover essere sanzionato. Successivamente il 22 Maggio, dopo la richiesta d'appello, è stata confermata anche in secondo grado l'assoluzione da parte della Corte Federale d'Appello.

## Palmarès

### Olimpiadi
- 1 medaglia:
  - 1 bronzo (staffetta 5000 m a Pechino 2022).

### Mondiali
- 2 medaglie:
  - 1 argento (staffetta 5000 m a Seul 2023);
  - 1 bronzo (staffetta 5000 m a Dordrecht 2021).

### Europei
- 2 medaglie:
  - 1 argento (staffetta 5000 m a Danzica 2023.
  - 2 bronzi (staffetta 5000 m a Torino 2017; staffetta 5000 m a Debrecen 2020).